# Carl Ruck
Carl Ruck   (23 de desembre de 1912 - 1980), va ser un jugador d'hoquei sobre herba alemany que va competir durant les dècades de 1930 i 1940.
El 1936 va prendre part en els Jocs Olímpics de Berlín, on va guanyar la medalla de plata com a membre de l'equip alemany en la competició d'hoquei sobre herba. Fou 6 vegades internacional.